# Limotettix identicus
Limotettix identicus är en insektsart som beskrevs av Alexey K. Tishechkin 2003. Limotettix identicus ingår i släktet Limotettix och familjen dvärgstritar. Inga underarter finns listade i Catalogue of Life.